# Terry Brock
Terry Brock (Blue Ridge, 26 settembre 1961) è un cantante, chitarrista e compositore statunitense.
È celebre, oltre che per la carriera solista, per essere il cantante degli Strangeways e dal 2009 dei Giant, oltre che di altre realtà musicali hard rock, AOR e rock.

## Discografia

### Da solista
- 2001 - Back to Eden
- 2010 - Diamond Blue

### Con i Strangeways
- 1987 - Native Sons
- 1989 - Walk in the Fire
- 2010 - Perfect World
- 2011 - Age of Reason

### Con i Giant
- 2010 - Promise Land

### Con i Seventh Key
- Seventh Key, 2001

### Con gli Slamer
- 2006 - Nowhere Land

### Con i Phantom's Opera
- 2003 - Act IV

### Con i The Sign
- 2000 - Signs of Life
- 2004 - The Second Coming